# MGA (Auto)

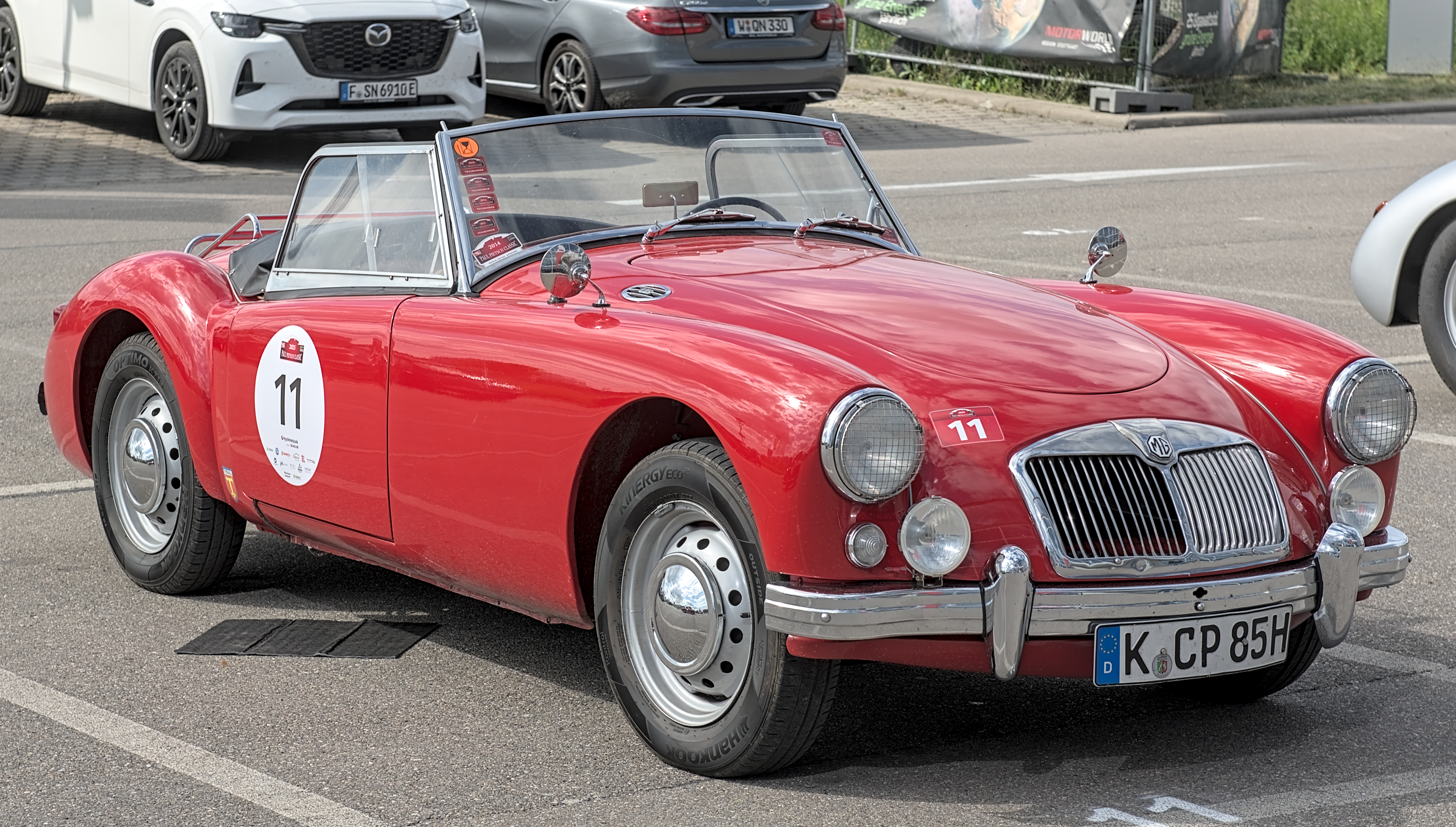
MGA 1500 Roadster (1955–1959)

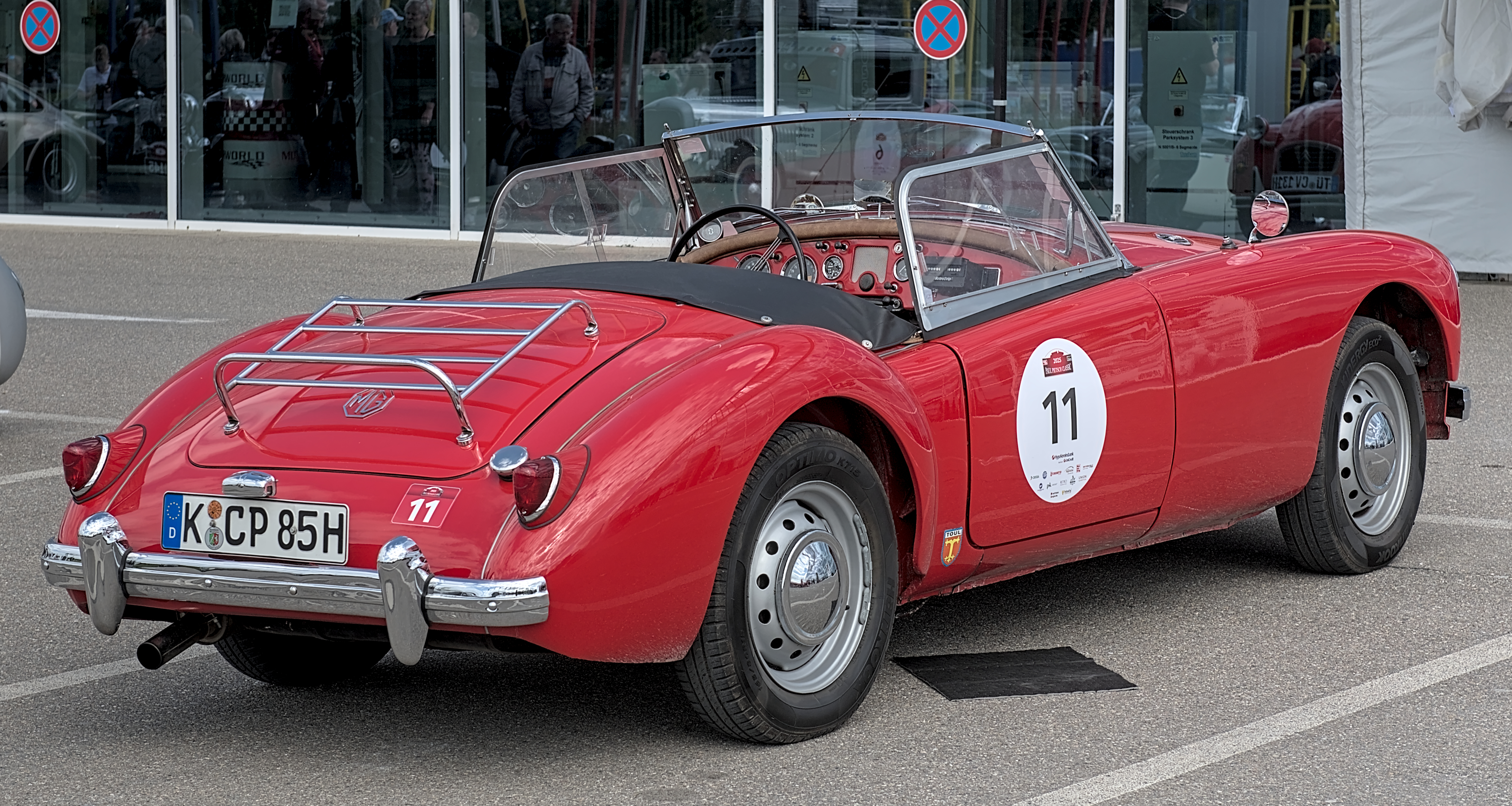
Heckansicht

Der MGA ist ein Sportwagen, den die MG-Division der BMC von 1955 bis 1962 herstellte.

## Allgemeines
Der MGA ersetzte den TF 1500 und stellte einen völligen Bruch mit der Form seines Vorgängers dar. Der Wagen wurde offiziell auf der IAA in Frankfurt 1955 vorgestellt. Nachfolgemodell war im Juli 1962 der MGB. Bis dahin hatte BMC 101.081 MGA verkauft, die meisten davon im Export; nur 5869 blieben in Großbritannien. Dies ist die höchste Exportrate (94,2 %) eines britischen Autos. Der MGA wurde vorwiegend als Roadster, aber auch als Coupé hergestellt. Mit allen Motorvarianten entstanden insgesamt 9887 Coupés, die sich neben dem Coupédach durch veränderte Türen mit Kurbelfenstern und außen liegenden Türöffnern von den Roadstern unterschieden. Die Heckscheibe war dreigeteilt.
Die Konstruktion geht auf das Jahr 1952 zurück, als der Hausdesigner von MG, Syd Enever, eine stromlinienförmige Karosserie für George Philips’ TD für Le Mans entwarf. Das Problem dieses Autos war die hohe Sitzposition des Fahrers, die in den Eigenschaften des TD-Fahrwerks begründet war. Man konstruierte ein neues Fahrwerk mit weiter auseinander liegenden Längsträgern und einem Fahrzeugboden, der unter den Rahmenträgern anstatt auf ihnen befestigt war. Es wurde ein Prototyp gebaut und dem Direktor von BMC, Leonard Lord, vorgestellt. Lord aber lehnte die Serienproduktion dieses Autos ab, da er gerade zwei Wochen zuvor einen Vertrag mit Donald Healey zur Herstellung der Austin-Healey-Autos unterschrieben hatte. Sinkende Verkaufszahlen für die traditionellen MG-Fahrzeuge bewirkten jedoch einen Sinneswandel, und so kam die Konstruktion, ursprünglich „Serie UA“ genannt, wieder in Betracht. Da sie sich stark von den bisherigen MG-Modellen unterschied, wurde sie „MGA“ genannt, d. h., der Wagen galt als erstes Auto einer neuen Reihe, wie es eine zeitgenössische Werbung darstellte. Es gab auch statt des alten XPAG-Motors einen aus der neuen BMC-B-Serie, der eine flachere Motorhaube ermöglichte.
Der MGA war – wie sein Vorgänger – eine Konstruktion mit separatem Rahmen und hatte den gleichen Motor der BMC-B-Serie wie der MG Magnette, dessen Kraft über ein manuelles Vierganggetriebe an die Hinterräder weitergeleitet wurde. Vorne hatte der Wagen Einzelradaufhängung an Querlenkern und Schraubenfedern und hinten eine an halbelliptischen Blattfedern aufgehängte Starrachse. Die Zahnstangenlenkung war nicht servounterstützt. Der MGA hatte entweder Stahlscheibenräder oder Drahtspeichenräder.

## Modelle

### 1500
Der Vierzylinder-Reihenmotor hatte einen Hubraum von 1489 cm³ und entwickelte zunächst 68 bhp (50 kW), später 72 bhp (53 kW). Alle vier Räder waren mit hydraulisch betätigten Trommelbremsen, Fabrikat Lockheed, versehen. Neben dem Roadster gab es auch noch eine Coupé-Version, insgesamt wurden 58.750 MGA gefertigt.
Ein frühes offenes Auto wurde vom britischen Magazin The Motor 1955 getestet und erreichte eine Höchstgeschwindigkeit von 157 km/h und eine Beschleunigung von 0–100 km/h in 16,0 Sekunden. Der Testverbrauch betrug 10,6 l/100 km.

### Twin Cam
1958 kam der Twin Cam, ein Hochleistungsmodell mit zwei oben liegenden Nockenwellen (dohc) und erhöhter Verdichtung von zunächst 9,9 : 1, später 8,3 : 1. Der so getunte BMC-B-Serie-Motor leistete 108 bhp (79 kW) mit der hohen Verdichtung und 100 bhp (74 kW) mit der niedrigen Verdichtung. Der Wagen hatte an allen vier Rädern Scheibenbremsen von Dunlop und Stahlscheibenräder des gleichen Herstellers, wie sie auch an den Renn-Jaguars zum Einsatz kamen. Den Twin Cam gab es nicht mit Drahtspeichenrädern.
Die temperamentvolle Maschine war während ihrer gesamten Produktionszeit bekannt für die häufig auftretenden Garantieschäden und die Verkaufszahlen waren bescheiden. Eigenartigerweise fand man den Grund erst nach Produktionsende dieses Motorenmodells und viele restaurierte Twin Cam laufen heute zuverlässiger als sie es zu ihrer Zeit je taten. 1960 nach nur 2111 produzierten Einheiten wurde der Twin Cam eingestellt. Am besten sind diese Wagen von den Schwestermodellen mit Motor mit Ventilstößel an ihren Scheibenrädern mit Zentralverschraubung zu unterscheiden.
Ein offener MGA Twin Cam wurde von dem britischen Magazin The Motor 1958 getestet und erreichte eine Höchstgeschwindigkeit von 181 km/h und eine Beschleunigung von 0–100 km/h in 9,1 Sekunden. Der Testverbrauch lag bei 10,2 l/100 km. Der Testwagen kostete £ 1283 einschließlich der Steuern von £ 428.

### 1600 und 1600 De Luxe

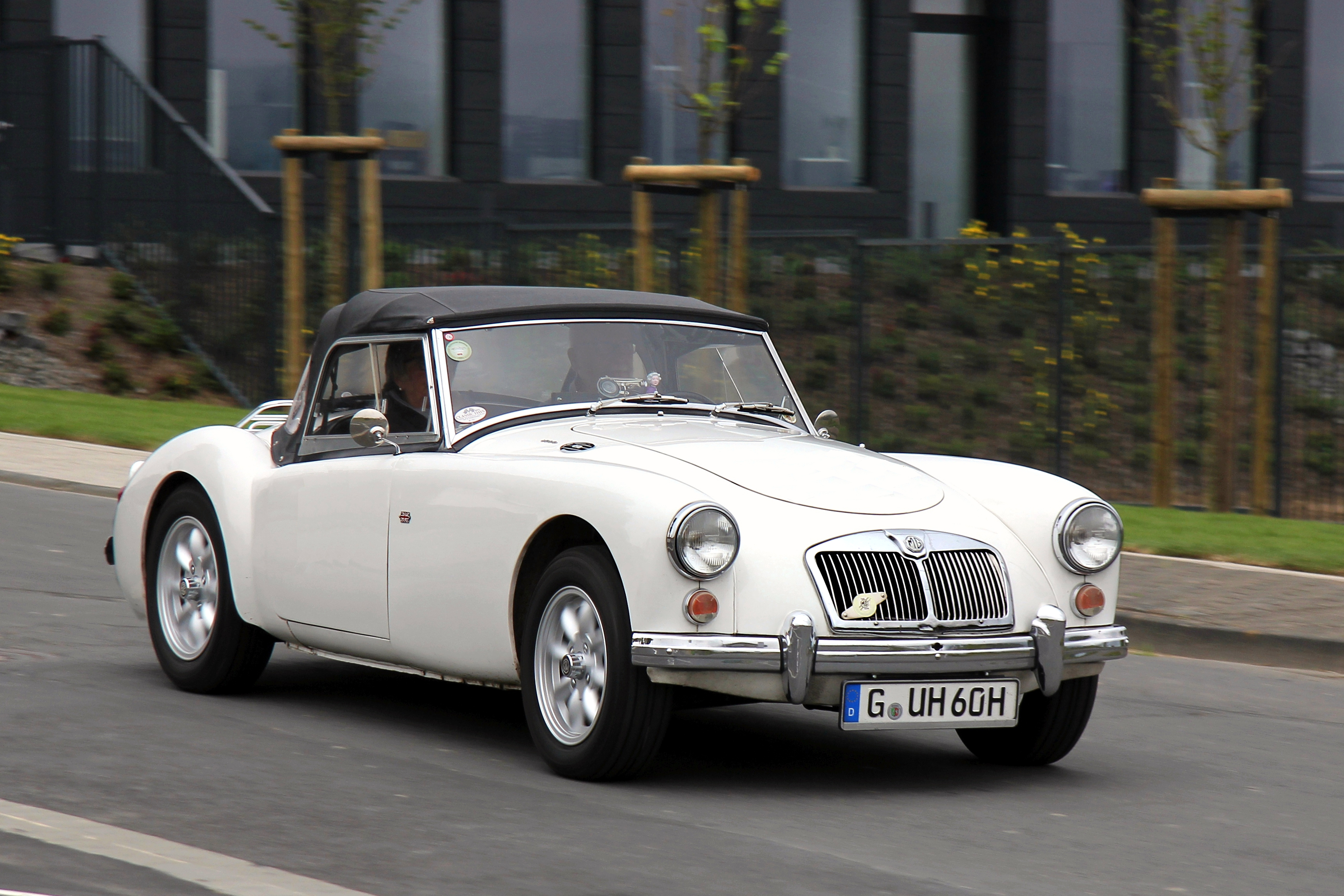
MG A Mk I, Baujahr 1960

Im Mai 1959 bekamen die Standard-Ausführungen auch einen überarbeiteten Motor mit einem Hubraum von 1588 cm³ und einer Leistung von 78 bhp (57 kW). Die Wagen hatten vorne Scheibenbremsen, hinten blieben die Trommeln. In weniger als drei Jahren entstanden 31.501 Fahrzeuge dieses Modells. Von außen sieht der Wagen dem 1500 sehr ähnlich; Unterschiede sind: orange oder weiße (je nach Länderausführung) Blinkleuchten vorne, kombiniert mit weißen Positionsleuchten, getrennte Brems-/Rücklichter und Blinkleuchten hinten und Plaketten mit der Aufschrift „1600“ an der Kofferraumhaube und den Fahrzeugseiten.
Es entstanden eine Reihe von „1600 De Luxe“-Modellen mit übrig gebliebenen Teilen des nicht mehr gebauten Twin Cam, z. B. den speziellen Rädern mit Zentralverschraubung sowie den Scheibenbremsen vorn und hinten. Auch noch vorhandene Fahrgestelle wurden genutzt. So entstanden 70 Roadster und 12 Coupés.
Ein offener 1600er wurde vom britischen Magazin The Motor 1959 getestet. Er erreichte eine Höchstgeschwindigkeit von 154 km/h und eine Beschleunigung von 0–100 km/h in 13,3 Sekunden. Der Testverbrauch lag bei 9,5 l/100 km. Der Testwagen kostete £ 940 einschließlich der Steuer von £ 277.

### Mark II und Mark II De Luxe
1961 erschien der MGA Mark II mit auf 1622 cm³ Hubraum vergrößertem Motor (Bohrung 76,2 mm anstatt 75,4 mm). Er hatte außerdem eine länger übersetzte Hinterachse (4 : 1), die ein entspannteres Fahren (leiser, wenige Motorbremswirkung) bei höheren Geschwindigkeiten ermöglichte. Die optischen Änderungen beschränkten sich auf einen Kühlergrilleinsatz und die Rücklichter des Morris Mini, die horizontal unterhalb der Kofferraumhaube eingebaut waren. 8198 Mark-II-Roadster und 521 Mark-II-Coupés entstanden.
Wie beim 1600 gab es auch beim Mark II De-Luxe-Versionen. Davon entstanden 290 Roadster und 23 Coupés.

## Renngeschichte
Die Karosserie des MGA beruht größtenteils auf der, die das Werk 1951 speziell für den MG TD des Privatfahrers George Philips für das 24-Stunden-Rennen von Le Mans angefertigt hatte. Später kam ein neues Fahrgestell dazu, damit der Fahrer niedriger sitzen konnte. Dieses Fahrgestell bekam eine noch strömungsgünstigere Karosserie, woraus der Prototyp EX 175 entstand.
Der spätere MG-Prototyp EX182, der 1955 in Le Mans antrat, entsprach schon weitgehend dem Serienmodell des MGA. Für dieses Rennen waren drei MGA-Prototypen gemeldet. Zwei davon konnten das Rennen beenden, und zwar auf dem 12. und dem 17. Platz, womit der Wert der neuen Konstruktion bewiesen war. Der dritte Wagen hatte einen schweren Unfall, bei dem der Fahrer Dick Jacobs ernsthaft verletzt wurde.
Der MGA nahm in den USA häufig an Rennen teil, seit er 1955 dort vorgestellt wurde, und er hatte ziemlichen Erfolg. In den Wettbewerben des Sports Car Club of America gewann der MGA etliche regionale und nationale Meisterschaften. Auch in Oldtimerrennen wurde er häufig eingesetzt. Kent Prather war bisher der erfolgreichste MGA-Fahrer mit 6 Siegen bei den USA-weiten SCCA-Wettbewerben 1986, 1990, 1995, 2002, 2003 und 2005, obwohl sein MGA oft das älteste gemeldete Fahrzeug unter mehreren Hundert Mitwettbewerbern war.

## Auftritte in Film und Fernsehen
- Film: Blaues Hawaii (1961, Elvis Presley & Angela Lansbury): Elvis singt aus seinem roten, offenen MGA 1600 Mk I Roadster heraus. Dieses Auto ist in der ersten Hälfte des Films häufiger zu sehen, meistens in Einstellungen, die wie Produktplatzierung erscheinen. Elvis Presley gefiel der Wagen so gut, dass er ihn selbst kaufte. Heute ist er zusammen mit seinen Lincoln, Cadillac und Stutz in Graceland ausgestellt.
- Serie: Ein weißer MGA taucht als „Dienstfahrzeug“ auch in der ersten Krimiserie des ZDF Die Karte mit dem Luchskopf auf. Sie lief in den Jahren 1963 bis 1965.
- Fernsehwerbung für Kellogg’s Corn Flakes (in den späten 1970er-Jahren): Ein MGA fährt über die Golden Gate Bridge.
- Film: Ich glaub’, mich tritt ein Pferd (1978, John Belushi & Tim Matheson): Ein gelber MGA Roadster.
- Film: Rat mal, wer zum Essen kommt (1968, Spencer Tracy, Katharine Hepburn, Sidney Poitier): Ein Vater, der ein Problem damit hat, dass seine Tochter sich einem afroamerikanischen Arzt verlobt hat, fährt mit seinem Dodge in einer Einfahrt rückwärts auf einen schwarzen MGA auf.
- Film: Power of Love (1995, Julia Roberts & Robert Duvall): Julia Roberts fährt in einem Suburban aus ihrem Anwesen und wird von Familienmitgliedern in einem gelben MGA gejagt.
- Film: Target – Die Zone ewiger Jugend, russ. Мишень (2011, Russland, Justine Waddell u. a.): Die Figur der Soja fährt einen roten MGA Roadster.

## Galerie

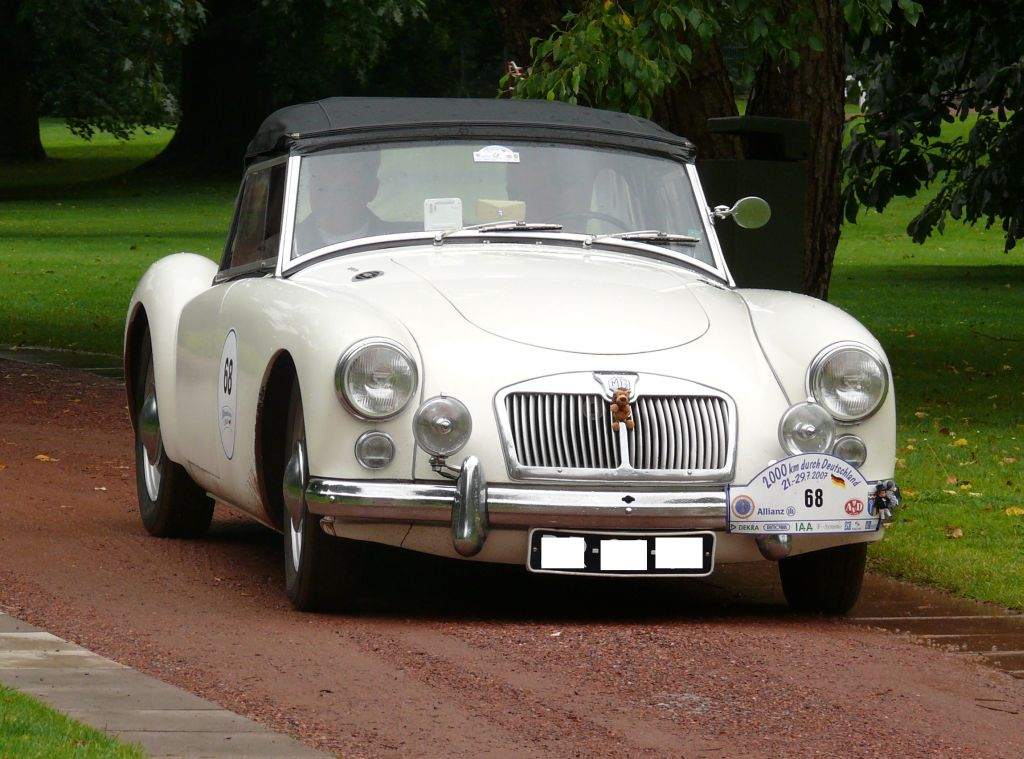
MGA 1600 Roadster (1959–1960)
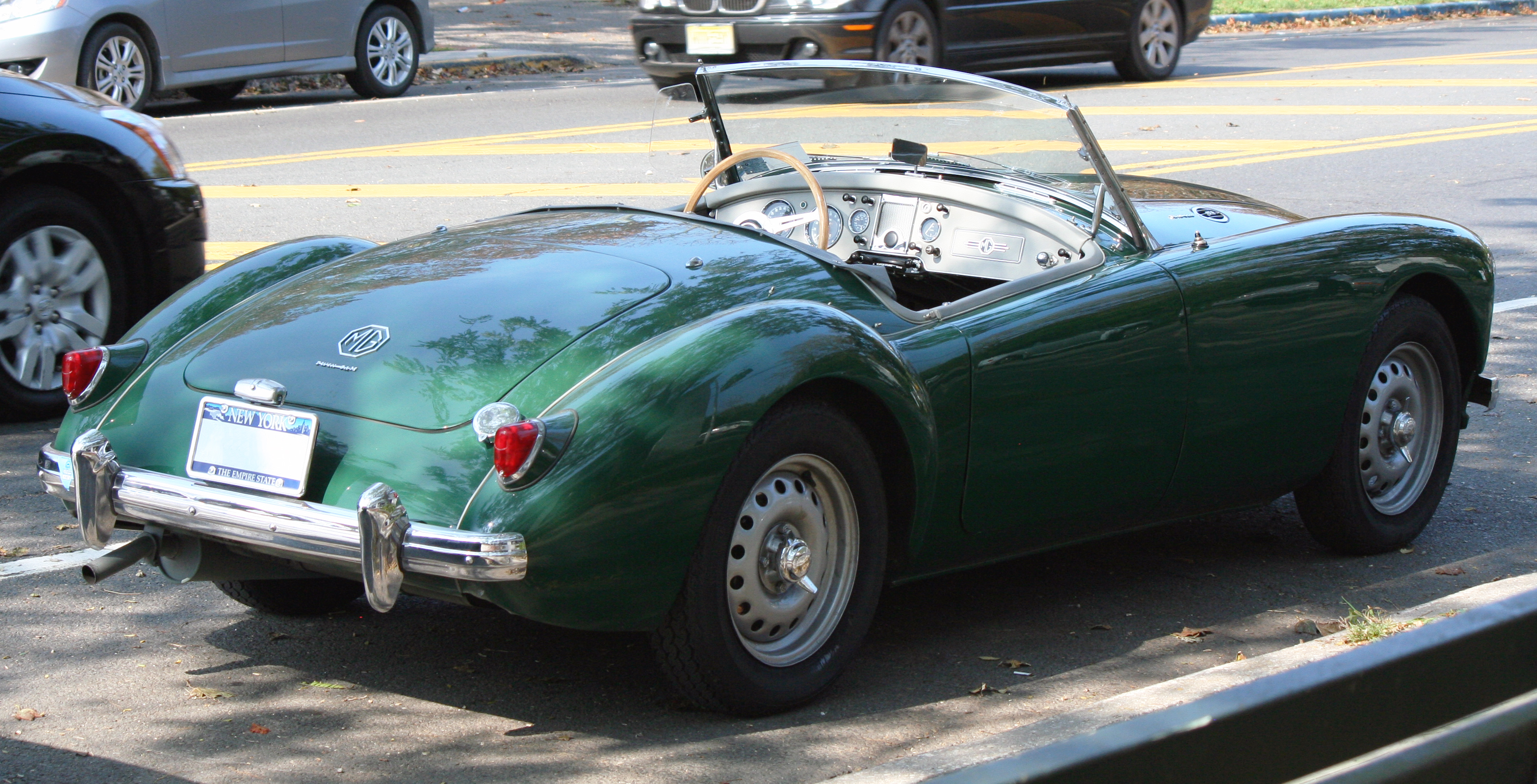
MGA Twin Cam Roadster (1961)
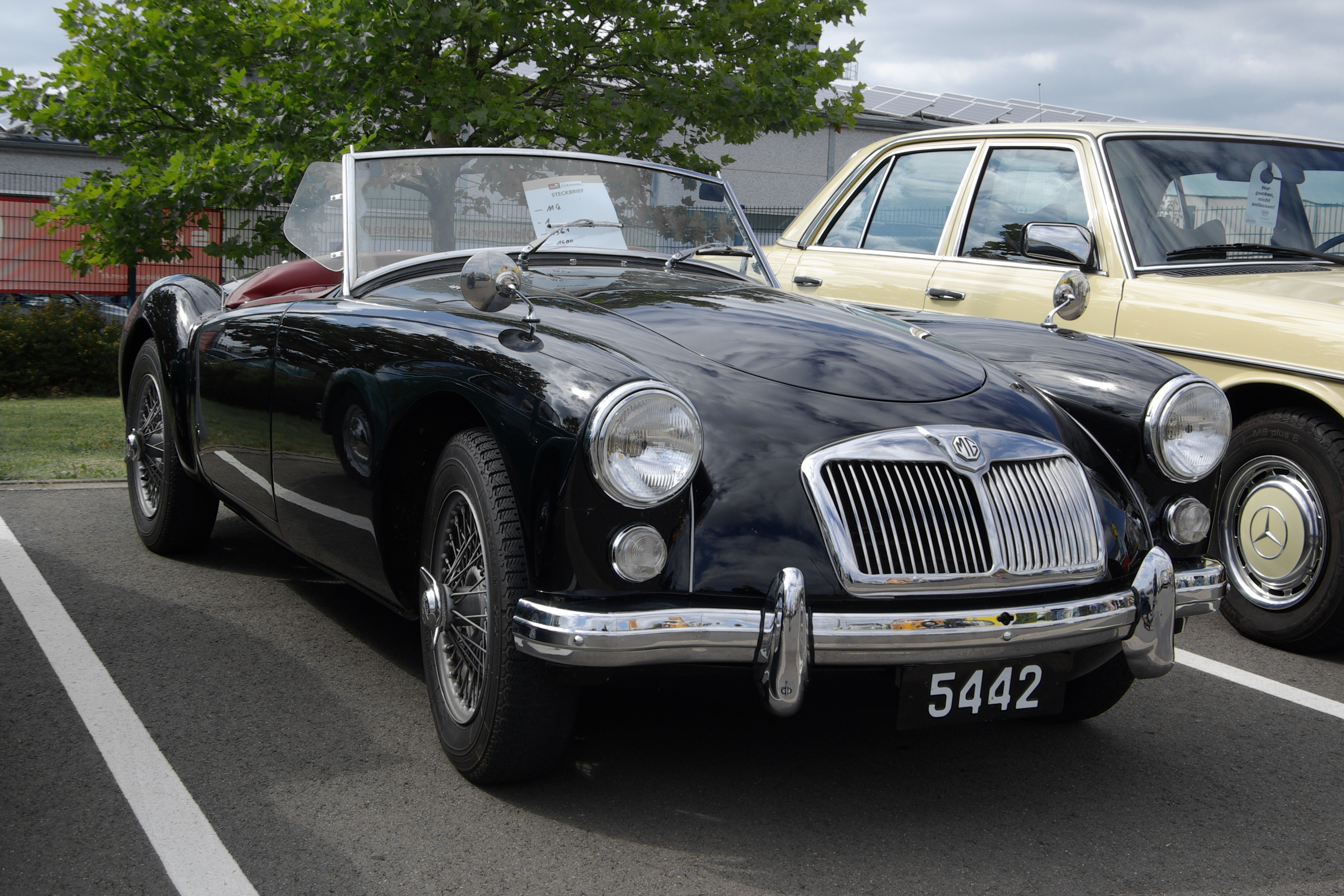
MGA 1600 Mark II Roadster (1961)
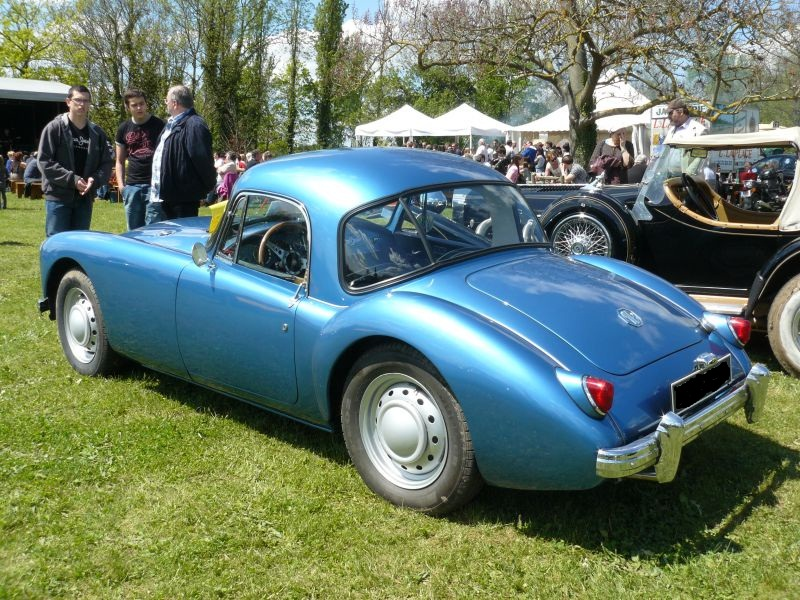
MGA Coupé